# Luis Izquierdo Fredes
Luis Izquierdo Fredes (San Fernando, 13 de agosto de 1864 - Santiago de Chile, 6 de septiembre de 1949) fue un político chileno que ocupó diversos cargos en la vida pública nacional.

## Biografía
Hijo de Gabriel Izquierdo Escudero y Clotilde Fredes Ortiz entró a estudiar en el Instituto Nacional General José Miguel Carrera, luego al estallar la Guerra del Pacífico fue aspirante a guardiamarina siendo condecorado.
En el año 1891 se lanza a la vida política, integra el Ejército Constitucional con el grado de Mayor al estallar la Guerra Civil de 1891 en contra del presidente José Manuel Balmaceda, el nuevo gobierno encabezado por el almirante Jorge Montt lo recompensa nombrándolo secretario de la Legación de Chile en Londres y en 1895, es designado por el mismo gobierno como subsecretario del Ministerio de Industria y Obras Públicas, tras estos cargos Izquierdo llegó a ser un destacado diplomático siendo nombrado cónsul en 1899.
Continuando con su extendida carrera política, unido al Partido Liberal fue elegido diputado por Lebu, Cañete y Arauco en 1906, fue reelegido en éste cargo hasta el año 1912, ya que en ese año es elegido diputado, pero esta vez por Santiago de Chile, siempre integrando la Comisión de Relaciones Exteriores y Colonización.
Fue ministro de R.R.E.E. en 1910 tras la pugna entre el ministro Edwards y los demás integrantes del gobierno, ese mismo año, tras la muerte del presidente Pedro Montt el vicepresidente Elías Fernández Albano lo designa ministro del Interior y tras la muerte de Fernández se forma una verdadera discusión si él o Emiliano Figueroa (ministro más antiguo), debía suceder al mandatario muerto, finalmente se opta por Figueroa e Izquierdo sigue como ministro del Interior y a la vez de Relaciones Exteriores, permanece en el cargo del Interior por poco tiempo, sin embargo en la cartera de Relaciones Exteriores continúa hasta la toma de mando por parte de Ramón Barros Luco.
A un año de ser elegido Juan Luis Sanfuentes, Izquierdo es nombrado nuevamente Ministro del Interior de Chile, su mayor preocupación en el cargo es la constante rotativa ministerial y los desacuerdos en el congreso, por esta primera causa debe dejar el cargo nuvemente.
En 1922 Arturo Alessandri Palma lo designa en Interior nuevamente, sin embargo el gabinete cae de nuevo y ejerce muy poco.
En este gobierno participó en la mediación del Conflicto Tacna-Arica y en la Conferencia Financiera de Washington D. C., además de ser Ministro Plenipotenciario en la Argentina.
Finalmente el vicepresidente Manuel Trucco Franzani, en un periodo de grave caos económico lo nombra Ministro de R.R.E.E. y de Comercio en 1931, su desempeño especialmente en comercio llama la atención del presidente electo Juan Esteban Montero quien lo pone en la cartera de Ministro de Hacienda de Chile, los problemas económicos siguen, algunas obras en donde Izquierdo participó en esta cartera, fueron en la creación de la Comisión de Cambios Internacionales, los decretos que redujeron las atribuciones de las Cajas de Créditos y la ampliación de atributos del Banco Central de Chile, además del llamado a la recolección de bienes a la Caja de Crédito Popular, además se redujo sustancialmente el presupuesto en comparación al de 1930 y llevó a cabo una efímera o fallida reforma monetaria. La moneda se desvaloriza y el costo de la vida aumenta, la principal preocupación de Izquierdo es disolver la Cosach y el gobierno mantiene sus arcas, sin embargo se predice un crudo 1933, víctima de la opinión pública, cual lo apodaba don Vejestorio, Izquierdo continúa en el gobierno criticado junto con los otros funcionarios por sectores de izquierda, finalmente el 4 de junio de 1932 miembros de este sector y otros menores derrocan al gobierno, produciéndose la llamada Caída de Montero e Izquierdo se retira de la política.
Había contraído matrimonio con Isabel de la Fuente Morel con quien tuvo dos hijos, falleció a la edad de 85 años en Santiago, el 6 de septiembre de 1949.